# Папа-Афанасопуло Сергій Юрійович
Сергі́й Ю́рійович Папа-Афанасо́пуло (17 жовтня 1878, Рязань, Росія — після 1947, Акмолінськ, Казахстан) — український хоровий диригент, педагог, музичний критик, композитор, співак (бас), член Президії Центрального Правління Всеукраїнського Музичного товариства ім. М. Леонтовича (1926—1927).

## Життєпис
Народився в дворянській родині. За походженням — грек. Його старший брат Всеволод працював машиністом на залізниці в Одесі, молодший Микола зробив військову кар'єру, дослужившись, як і батько, до генеральського звання.
Двоюрідний брат Сергія Юрійовича Ілля Опанасович був членом Державної Думи Російської імперії та предводителем дворянства Волинської губернії.
1899 — закінчив Київський кадетський корпус, після чого вчителював у народних школах Київщини й Волині.
Від 1910 — викладач математики в Київському кадетському корпусі. Водночас вів співи, збирав народні пісні та створював власні композиції.
1917—1919 — був регентом Софійського собору в Києві.
Підтримував стосунки з Миколою Леонтовичем, який записав від нього зокрема такі народні пісня як «Попід яром, яром» та «Одна гора високая».
1919 — член Музичного комітету при Директорії Української Народної Республіки.
Після 1919 виїхав до Немирова, а пізніше — до Вінниці, де 1922 року став одним із засновників Вінницької філії Музичного товариства імені Миколи Леонтовича і диригентом Капели ім. М. Леонтовича при ній.
Тоді ж — регент хору церкви Казанської Божої Матері УАПЦ, директор Вінницького музичного технікуму імені Раковського.
Як співак (бас) також брав участь в Українському вокальному ансамблі (октеті) Якова Степового (1920—1922).
1922—1925 років організовував концерти в містах і селах Поділля, де пропагував пісні таких композиторів як М. Лисенко, М. Леонтович, О. Кошиць, П. Козицький, М. Вериківський, Г. Давидовський. Серед його власних пісень — «Не треба сліз» (1925).
З кінця 1925 року — в Харкові: начальник відділу Народного комісаріату фінансів; заступник голови Харківської філії Музичного товариства ім. М. Леонтовича.
Брав активну участь у створенні та діяльності харківського музичного товариства «Укрфіл», писав музичні рецензії для газет «Вісті», «Харківський робітник», «Комуніст», відгуки про виступи капели «Думка» в Харкові. Він був особистим другом Миколи Скрипника, який неодноразово захищав його від претензій різноманітних чиновників.
1926—1927 — член Президії Центрального Правління Всеукраїнського Музичного товариства ім. М. Леонтовича.
1929 — директор Вінницької пересувної опери.
З переведенням столиці до Києва, переїхав разом з Наркомгоспом УСРР, де працював на той час.
Згодом у Києві очолював хори на підприємствах: паровозоремонтний завод, привокзальна пошта.
07.09.1937 — заарештований і репресований за «контрреволюційну націоналістичну діяльність» за ст. 54-10, 54-11 КК УРСР. За постановою ОН НКВС СРСР від 17.10.1939 року був засланий до Казахстану (спочатку в Алмати, а згодом в Акмолінськ).
В Акмолінську працював начальником планово-фінансового відділу станції Акмолінськ Карагандинської залізниці, а також керував водночас хором.
Остання відомість про нього (1947 рік) — марне прохання зняти з нього судимість і дати дозвіл повернутись до Харкова, де жила його дружина Єлизавета Федорівна, яка на той час серйозно хворіла. Не бралось до уваги
навіть те, що він був нагороджений медаллю «За доблесну працю у Великій Вітчизняній війні».
Після 1947 року його подальша доля невідома. Був реабілітований 17.07.1989 року.